# Viya
Viya (chinesisch 薇娅, * 7. September 1986 in Lujiang, Provinz Anhui; bürgerlich Huang Wei) ist eine chinesische Live-Streaming-Influencerin, Sängerin und Unternehmerin.

## Beruflicher Werdegang
Über Viyas Biografie vor ihrem Erfolg ist wenig bekannt. 2003 zog sie mit ihrem Verlobten nach Peking. Viya war ursprünglich Sängerin und führte in Peking einen Taobao-Shop für Textilien. Später nahm Taobao sie als Model unter Vertrag und bot ihr 2016 schließlich Sendungen für Alibabas Plattform Tmall an.
In ihren Live-Streaming-Sendungen auf Alibabas Plattform Taobao empfiehlt sie ihren zahlreichen Followern eine Vielzahl von Produkten, angefangen von Nudeln und Kosmetikartikeln bis hin zu Elektroautos. Viya ist der Star der 2017 gegründeten Plattform Qianxun. Diese ist Teil des in China florierenden Live-Commerce: Live-Streams sind in China fester Bestandteil der Freizeitgestaltung. Die Streams können einfach in Shopping-Plattformen wie die von Alibaba eingebunden werden. Viyas Jahreseinkommen 2018 wurde auf 30 Millionen Yuan geschätzt. Allein am ersten Tag des Singles’-Day-Shopping-Spektakels 2019 setzte sie Waren im Wert von 350 Millionen Dollar um, 2020 verkaufte sie an diesem Tag Waren im Wert von deutlich über 600 Millionen US-Dollar.
Viya gilt als Meinungsführerin (Key Opinion Leader, KOL), 2019 hatte sie 6,5 Millionen Fans. Pandemiebedingt waren es im April 2020 nach Angaben chinesischer Medien bereits 37 Millionen und 2021 sogar 82 Millionen Follower. Ihre Anhängerschaft umfasst Menschen vom Teenageralter bis Mitte 50, die meisten davon sind sehr kauffreudig. Es wird berichtet, dass ihre Fans kaufen, was Viya empfiehlt, ohne sich an anderer Stelle über das Produkt zu informieren.
Viya hatte 2020 Auftritte in dem Film Wo he wo de jia xiang und der Fernsehserie Back to Field, 2021 in der Serie Ben Pao Ba Xiong Di.

### Verurteilung
Im Dezember 2021 teilten die chinesischen Behörden mit, dass Viya wegen Steuerhinterziehung in den Jahren 2019 und 2020 rund 1,3 Milliarden Yuan (181 Mio. Euro) zahlen müsse. Davon sind 643 Millionen Yuan eine Nachzahlung, dazu noch ein Verspätungszuschlag und ein Bußgeld. Dies ist die größte jemals verhängte Geldbuße gegen einen Influencer im Land. Sie veröffentlichte daraufhin eine ausführliche Entschuldigung im Onlinedienst Weibo. Anschließend wurden ihre Kanäle auf allen sozialen Netzwerken gesperrt und ihre Sendelizenzen entzogen.
Ihr Fall ist Teil einer größeren staatlichen Kampagne zur „Zügelung von chaotischer Fankultur und Celebrity-Exzessen“. In dessen Rahmen wurde etwa auch das Zeigen von Reichtum durch Prominente verboten und der Sänger Kris Wu wegen des Vorwurfs der Vergewaltigung verhaftet.

## Rezeption
Die US-amerikanische Zeitschrift Bloomberg Businessweek bezeichnete Viya 2020 als „Königin von Chinas 60-Milliarden-US-Dollar-Welt des Live-Einkaufs über das Internet“.
Viya wurde vom Time Magazine als eine der hundert einflussreichsten Persönlichkeiten des Jahres 2021 ausgewählt und auf die Liste Time100 gesetzt.